# Тор (персонаж)
Тор Одінсон (англ. Thor Odinson) — вигаданий персонаж, супергерой з коміксів американського видавництва Marvel Comics. Персонаж створений на образі однойменного бога з германо-скандинавської міфології. Бог грому з Асґарду, чий зачарований молот Мйольнір дозволяє йому літати і керувати погодою, серед інших надлюдських якостей. Один із засновників команди супергероїв Месників, Тор має безліч допоміжних персонажів і ворогів. Його творцями були — редактор Стен Лі, сценарист Ларрі Лібер і художник Джек Кірбі, перша згадка про нього — у коміксі Journey into Mystery #83 (серпень 1962), який пізніше перейменували на The Mighty Thor.
Тор з'являвся у кількох продовжуваних і обмежених серіях, а також у всіх томах Avengers. Персонаж був використаний у сувенірній продукції Marvel Comics, анімаційних телесеріалах, фільмах, відеоіграх, одязі та іграшках.
Кріс Гемсворт виконує роль бога грому у наступних фільмах, які входять у Кіновсесвіт Marvel: «Тор» (2011), «Месники» (2012), «Тор: Царство темряви» (2013), «Месники: Ера Альтрона» (2015), «Доктор Стрендж» (2016, камео), «Тор: Раґнарок» (2017), «Месники: Війна нескінченності» (2018), «Месники: Завершення» (2019), «Тор: Любов і грім» (2022). Альтернативні версії персонажа з'являлись в анімаційному серіалі Disney+ «А що як...?» (2021).

## Історія публікації
Відомий супергерой дебютував у науково-фантасотичній/фентезійній антології Journey into Mystery #83 (серпень 1962), його було створено редактором-сценарістом Стеном Лі, сценаристом Ларрі Лібером і художником Джеком Кірбі.

## Вигадана біографія

### 1960-ті
Тор — кровний син Одіна, Всебатька асґардійців, і Йорд, яка була також відома як Гея, богиня землі, яка була одною зі Старших богів. Одін стверджував, що він хотів народити сина, сила якого походила б як від Асґарду, так і від Мідґарду (так асґардійці називають царство землі). Одін створив печеру в Норвегії, де Йорд народила Тора. Через кілька місяців після того, як немовля відлучили від грудей, Одін приніс його в Асґард на виховання. Дружина Одіна, богиня Фріґґа, з того часу стала матір'ю Тора, і протягом багатьох років Тор вважав її своєю біологічною матір'ю. Лише через багато століть Тор дізнався правду про те, що Йорд була його біологічною матір'ю.
Батько Тора Одін вирішує, що його сина потрібно навчити смиренності, тому відправляє та перевтілює Тора (без спогадів про божествене походження) на Землі у смертного студента-медика Дональда Блейка. Ставши лікарем, Блейк стає свідком прибуття інопланетного розвідувального загону під час своєї відпустки в Норвегії. Блейк тікає від прибульців у печеру. Знайшовши молот Тора Мйольнір (замаскований під палицю) і вдаривши ним по скелі, він перетворюється на бога грому. Пізніше, у Thor #159, Блейк дізнається, що завжди був Тором, а чари Одіна змусили його забути свою історію як бога грому і повірити в себе смертним.
Перемігши прибульців, Тор живе подвійним життям зі своїм альтер-его: лікує хворих у приватній практиці з медсестрою — і, зрештою, коханою дівчиною — Джейн Фостер, і захищає людство від зла. Присутність Тора на Землі майже одразу привертає увагу його прийомного брата і ворога Локі. Локі відповідальний за появу трьох головних ворогів Тора: Поглинача, Руйнівника і Нищителя. Одного разу тактика Локі випадково виявилася успішною — хоча йому вдалося використати ілюзію Галка, щоб втягнути Тора в бій, це призвело до формування команди супергероїв Месників, членами якої стали Тор, Галк, Людина-мураха, Оса і Залізна людина. Серед інших ранніх ворогів Тора — Заррко, Людина завтрашнього дня; Радіоактивна людина; Лавова людина; Кобра; Містер Гайд; Чарівниця, Кат і Сіра Гаргулья.
Закохавшись у Джейн Фостер, Тор не слухається батька і відмовляється повертатися в Асґард, за що його кілька разів карають. Зрештою виявляється, що природна спорідненість Тора з Землею пояснюється тим, що він був сином старшої богині Геї. Хоча Тор спочатку вважає себе «супергероєм», як і його товаришів з команди Месників, підступність Локі втягує Тора у все більш епічні пригоди, такі як об'єднання зі своїм батьком Одіном та Бальдром проти вогняного демона Суртура та штормового велетня Скаґґа, а також битва з дедалі могутнішим Поглиначем, доведення своєї невинності на Суді Богів, що викликає потребу у тривалій відпустці у складі Месників.
Тор зустрічає грецького бога Геркулеса, який стає його вірним і надійним другом. Тор рятує його від іншого олімпійця Плутона; зупиняє наступ Еґо — Живої планети; рятує Джейн Фостер від Вищого еволюціонера і перемагає його недосконале творіння, Людину-звіра. Одін нарешті змиряється і дозволяє Тору кохати Джейн Фостер, але за умови, що вона пройде випробування. Після того, як Фостер провалює випробування, Одін повертає її на Землю, де вона отримує ще один шанс на кохання, в той час як розбитий горем Тор знайомиться з асґардійською воїтелькою леді Сіф. Тор вперше б'ється з асґардійським тролем Уліком, коли Улік намагається викрасти Мйольнір. Бог грому повертається до Асґарду, щоб завадити Манґоґу витягти меч Одіна і покласти край всесвіту, Тор дізнається про походження Ґалактуса і рятує Сіф після того, як вона була викрадена ним.

### 1970-ті
Тор знову бореться з Суртуром, коли демон намагається штурмувати Асґард; стикається з Чужинцем та його пішаком Огидою; перемагає Доктора Дума.
Тор запобігає черговій спробі Манґоґа, замаскованого під Одіна, викрасти меч Одіна. У довгій сюжетній лінії Тор зустрічається з Вічними. Тор також стикається з «Оком Одіна» (принесеним Одіном в жертву, щоб випити з Колодязя Міміра), який стверджував, що колись існував інший Асґард та інша версія Тора.

### 1980-ті
Тор врешті-решт протистоїть загрозі Небесного четвертого воїнства і після тривалої серії зустрічей дізнається про справжнє походження Асґарду та плани Одіна захистити Землю від інопланетних суддів. Незважаючи на спробу Одіна зупинити небожителів, зайнявши обладунки Руйнівника (тепер висотою 2000 футів, в яких міститься життєва сутність кожного асґардійця) і володіючи мечем Одіна (за допомогою Єдиного розуму, сутності, що складається з Вічних) і самого Тора, прибульці відлітають, коли Гея від імені Небесних матерів (наприклад, Фріґґи і Гери) приносить їм у жертву дванадцять досконалих людей. Тор також дізнається, що Гея була його біологічною матір'ю.
Після відновлення асґардійських богів за допомогою енергій, пожертвуваних Небесними батьками з інших пантеонів, Тор переживає низку пригод на Землі, серед яких зустріч з двома вісниками Ґалактуса, що йдуть один за одним; перемога над Мефісто, який забирав людські душі; очищення свого імені, коли його підставив асґардійський бог війни Тір; допомагає Драксу Руйнівнику; разом із союзником Залізною людиною перемагає Бі-звіра та Людину-звіра; бере участь у битві з колишнім королем Настронду Фафніром, перетвореним Одіном на дракона, коли його звільнив Локі, а також бореться з Дракулою. Тор дізнається про існування Пожирача богів — істоти, що з'являється, коли боги смерті кількох пантеонів тимчасово об'єднують свої царства. Тор зупиняє істоту, яка виявляється людиноподібним Атумом, сином Геї, а отже, зведеним братом Тора, і забезпечує відновлення космічної рівноваги.
Досліджуючи космічний корабель, що наближається на прохання Ніка Ф'юрі, Тор стикається з Бета-Рей Біллом, який після короткого бою довів, що гідний підняти молот Тора — Мйольнір. Після початкових непорозумінь Білл укладає союз з асґардійськими богами і отримує від Одіна повноваження допомогти Тору та його союзникам у війні з армією демонів, що наближається, яку, як виявилося, очолює демон вогню Суртур. Після низки тривалих битв — включаючи битву на смерть з Фафніром і відсіч темному ельфу Малекіту — боги нарешті тріумфують, хоча під час битви Одін і Суртур зникають через розлом і вважаються загиблими.
Тор залишається в Асґарді, щоб розібратися з вакуумом, який утворився після очевидної смерті Одіна, і виганяє Гелу; зустрічає Тіваза, свого прадіда; змушує Локі вилікувати його від дії любовного зілля; з союзниками проникає в царство Гели і рятує загублені смертні душі. Повернувшись на Землю, Тор і Бета-Рей Білл перемагають перетвореного темного ельфа Курса, хоча Локі використовує силу викинутого меча Суртура, щоб перетворити Тора на жабу. Після пригоди в Центральному парку Тору вдається частково відновити себе, а потім змусити Локі скасувати закляття.

## Альтернативні версії

### 1602
Версія Тора з'являється з альтер-его літнього християнського священника, на ім'я Донал — натяк на первісну таємну ідентичність Тора — Дональда Блейка. Донал боїться і зневажає своє альтер-его, вважаючи, що спільне існування проклясть його. Ця версія Тора говорить в англо-саксонському алітеріальному вірші, а не у шекспірівському англійському, в якому говорить всесвіт, що мейнстрім Тор.

### 2099
У 2099 році, роль Тора займає людина, на ім'я Сесіл МакАдам, який належить до класу священників, відомих як «Торіти», які поклоняються оригінальній версії Тора. Аватар, генеральний директор Альчемакс, надає йому та іншим повноваження норвезьких богів, а також промиває їм мізки, переконує їх, що вони є богами та зберігає їх під своїм контролем. Стів Роджерс знаходить Мйольнір і стає новим Тор. Він дає Мйольнір Мігелю О'Хару (Людині-павук 2099) наприкінці оповідання.

### Король Локі
У альтернативному майбутньому, зображеному в Локі: Агент Асґарда, король Локі успішно знищує Землю, і король Тор приходить до нього на реванш за вбивство всіх, кого він любив. Король Локі підіймає армію нежиті з трупів Месників, і Тор бореться з ними, перш ніж король Локі відступить у минуле, щоб зіпсувати Тору сучасність.

### Marvel Zombies
Тор з'являється як канібалістиський зомбі, що володіє імпровізованою версією молотка, що складається з бетонного блоку і труби, оскільки він більше не гідний володіти Мйольніром.

### Spider-Ham
Тор з'являється як собака під кличкою Трр Собака Грому.

### Ultimate Marvel
Thor є членом супергероїв команди Ultimates в Ultimate Marvel Всесвіту. Незважаючи на те, що він стверджує, що він є норвезьким богом, він вважається багатьма психічно хворим. І лише після того, як вони побачили армію асґардських воїнів, які вирішили захисти Вашингтон від нападу з боку демонічних сил під командуванням Локі, товариші по команді Тора усвідомлюють, що він казав правду.

## Сили і здібності
Базові сили: ті сили, якими Тор наділений від народження, вони не даровані молотом, однак зміцнюються ним.
- Політ: Тор має сили літати, навіть без Мйольніру, він неодноразово доводив це, навіть в молодості, до того, як удостоївся честі володіти молотом.
- Вміння викликати блискавку: Тор — бог грому і блискавки і його основна сила керувати блискавкою.
- Витривалість: Тор має божественну витривалість, його тіло здатне витримувати сильні удари й атаки, є одним з найбільш витривалих асґардійців.
- Сила: Тор, навіть без молота є найсильнішим серед асґардійців суто у фізичному плані, його м'язи за своєю щільності перевершують всі асґардійскі показники. Його сил досить щоб підняти мідгарского змія, який був настільки величезний, що двічі обкрутив Землю. Крім цього, Тор в стані рухати острова, кришити Уру, рвати канат з Адамант, і навіть знищити планету. З Мйольніром, сила Тора збільшується до невідомих меж.
- Спритність: Тор має підвищену спритністю, здатний рухатися в бою з неймовірною швидкістю і не тільки відбивати надшвидкі атаки, але і наносити їх.
- Реакція: Тор володіє блискавичною реакцією, за допомогою якої може виявляти рухомі об'єкти майже на будь-якій швидкості, включно з субсвітловими. Відбивав атаки Срібного серфера — одного із найшвидших створінь всесвіту.
- Органи чуття: Тор володіє дуже гострим зором, завдяки якому бачить на десятки світлових років вперед, і слухом, завдяки якому чує звуки навіть в космічному вакуумі.
- Божественне чуття: Одінсон чує будь-яку молитву, звернену до нього, він почув заклик про допомогу з планети, яка розташовується в сотнях світлових років від Землі.
- Підвищена витривалість до магічних атак: Тор в якісь мірі захищений від ряду містичних атак, проте не має повного імунітету до них. Має високий бар'єр опірності до атак Доктора Стренджа, Доктора Дума і Червоної Відьми. За допомогою свого молота Тор здатний розвіяти складні заклинання або розірвати зв'язок противника з його містичними силами, як було з Wrecking Crew, силу якого він вимкнув повністю, і з Джаггернаута, якому Одінсон ненадовго заблокував захисні магічні поля.
- Підвищена витривалість до телепатичних атак: Тор говорив, що розум бога — небезпечне місце для будь-якого телепата, ці слова Тор довів на ділі, коли зміг протистояти втручанню омега-телепатів Диво Жінки та Фенікса-Фроста.
- Підвищена витривалість до ілюзій: Тор має високий ступінь спротиву ілюзіям. Зумів знайти могутнього лорда пекла Мефісто серед його двійників, а також неодноразово чинив опір ілюзіям Локі.
- Берсерк: особливий стан Тора, в якому він абсолютно не контролює своєї сили та впадає в лють. В такому стані розумові функції Тора порушені, фактично він божевільний і становить загрозу для всього всесвіту, але може перемогти таких супротивників, як Срібний серфер і Бета Рей Білл.
- Магія рун: Магія рун, одна з найпотужніших джерел сил, яку опанував Тор. Магія рун давала богу грому, знання про минуле, сьогодення і майбутнє. Контроль над матерією, баченню за гранню богів, спотворення реальності, маніпуляції ймовірністю, дійсністю. Тор бачив і відчував кожну істоту, енергію, саму порожнечу.
- Одінфорс: Найбільша сила, та, якою володіє Одін, поєднана сила, яка виникла після об'єднання сили самого Одіна і його братів — Вілі і Ве. Тор також володів цієї силою під час Рагнароку, бувши Лордом Асґарда. Саме комбінація Одінфорса і Магії Рун, зробила його силу воістину неймовірною.
- Тор рунний король: Найсильніша версія Тора, в якій він об'єднує силу Магії Рун і силу Одіна, свого батька, так званий Одінфорс. У цій формі, сили Тора неймовірно збільшуються, магічні здібності колосально посилюються, а фізичні характеристики досягали нескінченності.
- Мйольнір: Одін нагородив свого сина неймовірним артефактом, який без сумніву є однією з наймогутніших зброй. Викуваний у Нідавеллірі. Молот дарує Одінсону неймовірні можливості та збільшує базові сили. Молот має особливі властивості, його може підняти лише гідний індивід, помисли і серце якого буде переповнювати честь, а рухати яким будуть лише шляхетні й благі спонукання. Крім цього молот здатний повертатися в руки до свого господаря, не залежно, від відстані та перешкод.
- Витривалість: тіло Тора має неймовірну витривалість, на нього жодним чином не діють умови чорних дір і нейтронних зірок, він може переміщатися по поверхні Сонця і витримувати вибухи планет і народження нових зоряних тіл, він здатний вистояти перед атаками Руйнівника, Таноса, Одіна, Галактуса, целестіалів. Його тіло нечутливе до мільйонів вольтів електроенергії, а шкіра дозволяє витримувати не тільки артилерійські обстріли, але і ядерні атаки.
- Сила удару: сила і витривалість Тора, дає змогу йому протистояти таким противникам як Галк, Джаггернаут, Геркулес, Срібний Серфер, удари Мйольніра пробивали наскрізь Ангрира, розбивали шолом Галактуса, розколювали цілі планетоїди на друзки. Є тільки кілька предметів, які не розбиваються Мйольніром серед них щит Капітана Америки.
- Маніпуляція погодою: Мйольнір багаторазово посилив вміння Тора з контролю погоди, з ним він здатний створювати будь-які погодні явища: гігантські торнадо, смертоносні заметілі, метеоритні дощі й зливи, більш того Тор здатний створювати навіть космічні бурі та шторми планетарних масштабів, активність яких загрожує цілісності планет. Він може створити погодне явище навіть в місцях, в яких воно теоретично не може бути створено, наприклад, створити дощ в печері або підводну бурю.
- Блискавки: особливу увагу приділено управлінню блискавками, Тор вміє викликати блискавки з неба, також випускати їх безпосередньо з молота, а ще сам може бути джерелом настільки величезної атаки, що її розмір становить кілька кварталів. Одінсон неймовірно точний в метанні блискавок, він без промаху використовує свою силу, навіть якщо ціль мізерно мала.
- Геоманіпуляція: Тору підвладна сам земний ґрунт, цю силу він успадкував від матері, було показано, як він легко здатний створити ущелину в землі, яка розтягнулася на десятки кілометрів.
- Політ: за допомогою Мйольніру Тор здатний розвинути неймовірну швидкість, яка здатна перевищити в кілька разів швидкість світла та увійти в гіперпростір, він за лічені секунди здатний переміщатися на світлові роки в космічні далі.
- Телепортація: Тор здатний відкривати портали за допомогою свого молота, він без зусиль переміщається між Мідгардом і Асґардом. Він здатний переміщатися в будь-які місця за своїм бажанням, створюючи вихор навколо себе.
- Божественна сила: основний вид енергетики Тора — особлива містична божественна сила, з її допомогою він здатний створювати як звичайні спрямовані атаки, так і руйнівні вибухи, аж до планетарних масштабів.
- Енергетичні маніпуляції: Мйольнір наділяє Тора колосальними можливостями маніпуляції всіма видами енергій, Тор легко здатний створити будь-яку енергетичну атаку від примітивного вогню, до космічної енергії. Тор вміє впливати, контролювати та створювати величезну кількість різноманітних випромінювань, різні види радіації, електромагнітні хвилі, гравітаційні та альфа-частинки, навіть звукові хвилі, щоб створити ультразвукові атаки та багато іншого.
- Поглинання і перенаправлення енергії: Мйольнір має функцію поглинання, накопичення і подальшого випромінювання будь-якої енергії, було показано як Тор легко вбирав магнітні поля створені Магнето, поглинав магнітні поля планети для створення надруйнівної атаки. Було показано, як Тор поглинає і містичні атаки, наприклад, Плутона і атаки, сила яких здатна знищувати цілі галактики, і атаки целестіалів.
- Молекулярний контроль: Тор так вправний у поводженні з молотом, що може за бажанням переміщати навіть молекулярні частки в предметах, таким чином, він здатний повністю змінити фізичні властивості предмета, повністю перетворивши його в зовсім інший матеріал.
- Захист: розкручуючи молот Тор створює непроникний щит, який може відбити будь-яку енергетичну атаку.
- Захисні поля: Тор може за допомогою сили молота створювати особливі захисні силові поля, він навіть здатний покривати ними великі ділянки землі і витримувати атаки космічних масштабів.
- Зцілення і воскресіння: за допомогою молота Тор може не тільки зцілити людину від найскладніших травм, але і воскресити її, як це було з Юніон Джеком, ще до Другої Світової.
- Маніпуляції з часовими потоками: дивно, але було показано, як Тор подорожує в часі, він здатний переміщатися як в минуле, так і в майбутнє. Більш того, він може навіть зупинити час.
- Вміння відстежувати енергетичні джерела: Мйольнір має функцію, яка може відстежувати енергетичні сліди і приводити свого господаря до джерела цієї енергії.
- Зміна пам'яті: Тор може вилучити частину спогадів з пам'яті індивіда, як це було з Джейн Фостер, він назвав цей спосіб «Подарунок забуття». Потім він виконав подібне з репортером, який побував в Асґарді.

## В інших медіа

### Фільми
- Неймовірний Галк повертається

Вперше в кіно Тор з'явився у фільмі 1988 року «Неймовірний Галк повертається».

#### Кіновсесвіт Marvel
- «Залізна людина 2»

В сцені після титрів «Залізна людина 2» був показаний на Землі молот Тора — Мйольнір.
- «Тор»

Тор — син Одіна, царя Асґарда. Коли Тор готується сісти на трон, Крижані Велитні намагаються вкрасти артефакт, захоплений Одіном у війні. Тор відправляється в Йотунгейм, щоб протистояти королю Крижаних Велитнів — Лафею, у супроводі його брата Локі, друга дитинства Сіф і Воїнів: Волстаґґа, Фандрала і Хоґуна. Триває бій, поки Одін не втрутиться, щоб врятувати Асґардійців, знищивши крихке перемир'я між двома расами. За зарозумілість Тора, Одін забирає в сина своєї божественної сили і виганяє його на Землю як смертного, відправляючи й Мйольнір теж, тепер захищений чарами, які дозволяють тільки гідним володіти молотом. Тор падає в Нью-Мексико, зустрічаючи астрофізика доктора Джейна Фостера. Тор відкриває місце розташування Мйольніра, але не може його підняти, і він був захоплений. За допомогою доктора Еріка Сельвіґа його звільняють. Він розвиває роман з Джейн. Локі стає королем Асґарду, коли Одін спить, і три воїна і Сіф знаходять Тора, але Руйнівник атакує і перемагає їх, спонукаючи Тора пожертвувати собою. Жертва, уже напівмертвого Тора доводить, що він гідний володіти Мйольніром. Молот повертається до нього, і відновлює його сили. Тор повертається в Асґард і бореться з Локі, і знищує Біфрестський міст, щоб зупинити плани Локі. Одін пробуджує і не дає братам потрапити в безодню, створену після руйнування моста, але Локі, очевидно, робить самогубство, коли Одін відкидає його прохання про похвалу. Тор вважає, що він не готовий бути королем.
- «Месники»

Локі телепортується на Землю, і сіє хаос, поки його не схоплює Тоні Старк і Стів Роджерс. Тор приходить і звільняє Локі з Квінджета, сподіваючись переконати його відмовитися від свого плану і повернутися до Асґарда. Після короткого поєдинку зі Старком і Роджерсом, Тор погоджується відвезти Локі в летючий авіаносець Щ.И.Т.а. Агенти, якими володіє Локі, атакують вертоліт, відключаючи один з його двигунів у польоті та спонукають Брюса Баннера, щоб перетворитися на Галка. Тор намагається зупинити бунт Галка. Потім Локі викидає Тора з дирижабля у капсулі у якій він був ув'язнений. Локі відкриває черв'ячну свердловину над Нью-Йорком, щоб дати змогу армії Чітаурі вторгнутися на Землю, і Тор і інші Месники об'єдналися в обороні міста. Як тільки Чітаурі зазнають поразки, Тор повертає Локі й тесеракт назад до Асґарду.
- «Тор 2: Царство темряви»

У Асґарді, Тор і його товариші, перемагають мародерів на Ванагеймі, біля будинку їхнього товариша Гоґуна; це остання битва у війні, щоб втихомирити Дев'ять Королівств після реконструкції Біфреста. Асґардійц вивчають, що Зближення дев'яти королів, є неминучим; портали, що зв'язують світи, з'являються випадковим чином. Геймадалль попереджає Тора, що Джейн Фостер вийшла за межі його всевидимого бачення, що змушує Тора повернутися до Землі. Джейн ненавмисно звільняє неземну силу, і Тор повертається з нею до Асґарду. Одін визнає силу як зброю, відоме як Ефір, попереджаючи, що вона вб'є Джейн, і що її повернення передбачає катастрофічне пророцтво. Темний ельф Малекіт атакує Асґард, шукаючи Джейн. Мати Тора Фріґґа вбивають, і Малекіт змушений бігти. Незважаючи на накази Одіна не залишати Асґард, Тор неохоче закликає Локі допомогти, який знає секретний портал до Свартальфайму, де вони заманнять Малекіту. Своєю чергою, Тор обіцяє Локі помсту Малекіту за вбивство їх матері.
Локі обхитрує Малекіта з витягування Ефіру з Джейн, але спроба Тора знищити піддану речовину не вдається. Малекіт зливається з Ефіром і покидає планету на своєму кораблі. Локі рятує Тора від Курса прибиваючи його палицею і активуючи бомбу Темних ельфів, але Курс «смертельно ранить» Локі перед тим, як зірватися (Локі симулював смерть). Тор обіцяє розповісти батькові про його жертву. Тор і Джейн повертаються до Лондона через інший портал. Тор зрештою перемагає Малекіта в битві в Гринвічі та повертається до Асґарда, щоб відмовитися від пропозиції Одіна зайняти трон, і сказати Одіну про жертву Локі. Джейн і Тор возз'єдналися на Землі.
- «Месники: Ера Альтрона»

Тор і інші Месники шукають скіпетр Локі на Землі, що завершується рейдом на об'єкт Гідри в Соковії. Старк і Баннер виявляють штучний інтелект у самому камені та таємно вирішують використовувати його для завершення глобальної програми оборони «Альтрон» Старка. Несподівано розумний «Альтрон» атакує Тора і месників у штаб-квартирі перед тим, як втекти зі скіпетром. Месники відстежують і атакують Альтрона, але Ванда Максимова насилає на них видіння. Тор відходить, щоб проконсультуватися з доктором Селвіґом про значення апокаліптичного майбутнього, яке він бачив у своїй галюцинації. Старк таємно завантажує Д. Ж. А. Р. В. І. С.а, який все ще функціонував після атаки Альтрона в інтернеті — в синтетичне тіло, вкрадене в Альтрона. Тор повертається, щоб допомогти активізувати тіло, пояснюючи, що дорогоцінний камінь на чолі у Віжна — один з шести Каменів нескінченності, найпотужніших. Месники повертаються в Соковію і перемагають Альтрона, і Тор повертається в Асґард, щоб дізнатися більше про когось, хто маніпулював останніми подіями.
- «Доктор Стрендж»

Тор Одінсон мав камео в сцені після титрів у фільмі 2016 року «Доктор Стрендж», яке потім було показане, як сцена в фільмі «Тор 3: Раґнарок».
- «Тор: Раґнарок»

Через два роки після битви в Соковії, Тор безрезультатно шукав Камені нескінченності, і він був ув'язнений демоном Суртуром в Муспельгеймі. Суртур розказує йому, що Одін більше не в Асґарді, і що королівство незабаром буде зруйноване, розпочнеться Раґнарок, тобто зруйнування Асґарду, коли Суртур об'єднає свою корону з Вічним вогнем, що горить у сховищі Одіна. Тор перемагає Суртура і повертається в Асґард, щоб знайти Локі, який ховається під ілюзією Одіна. Тор змушує Локі допомогти йому знайти свого батька. Стівен Стрендж на Землі допоміг знайти Одіна в Норвегії. Вмираючий Одін пояснює, що його смерть дозволить, його перші дитину, сестрі Тора — Гелі втекти з в'язниці, яку він давно закрив там. Після смерті Одіна з'являється Гела, яка руйнує Мйольнір. Коли Тор і Локі намагаються втекти через Біфрест, вона переслідує їх і викидає їх у космос. Тор падає на сміттєву планету Сакаар, і захоплений торговцем рабами, на ім'я Скраппер 142, яка насправді є Валькірією, вона продає його правителю планети — Грандмастеру, з яким Локі вже подружився. Тор змушений брати участь гладіаторських боях чемпіонів. Його суперником виявився Галк. Викликаючи блискавку, Тор отримує верх, але Грандмастер саботує боротьбу, щоб забезпечити перемогу Галка. Все ще поневолений, Тор намагається переконати Галка і 142, щоб допомогти йому врятувати Асґард, і тікає від палацу, щоб знайти Квінджет, на якому Галк прилетів на Сакаар. Коли Галк наздоганяє Тора, і бачить запис Наташі Романової, він перетворює назад у Брюса Баннера.
Локі допомагає вкрасти один з кращих кораблів Грандмастера для оргій, але намагається зрадити свого брата; Тор передбачає це і залишає Локі ззаду. Тор, Баннер і Валькія втікають через червоточину до Асґарду, де сили Гела нападають на громадян Асґарда. Локі і Корґ прибувають в Асґард, щоб допомогти. Гела вирізає око Тора, і він в той момент отримує видіння Одіна, що допомагає йому усвідомити, що тільки Раґнарок може зупинити Гелу. Тор дізнається про повний потенціал своїх сил і б'ється з Валькірією проти Гели. Він наказав Локі поставити корону Суртура у Вічний вогонь. Суртур відроджується і знищує Асґард, здавалося б, вбиває Хелу. Тор і інші врятувалися з асґардійцями на борту судна Грандмастера. Тор, коронований король, вирішує відвезти свій народ на Землю, але їх перехоплює великий космічний корабель Таноса.
- «Месники: Війна нескінченності»

Тор, Локі й Галк не в змозі зупинити Чорний Орден. Локі змушений віддати тесеракт, який раніше забрав перед знищенням Асґарду, аби врятувати Тора від смерті. Пізніше Тора заковує Ебоні Мо, а Танос перемагає Галка і вбиває Геймалля списом Корвуса Ґлейва, який перед цим використав свій меч, аби активувати Біфрест, щоб відправити Галка на Землю. Ебоні Мо підібрав тесеракт, який впав, і дав Таносу, який знищив тесеракт і вибрав з нього Камінь простору. Локі наважився вбити Танос за допомогою кинджала, але його спроба була марною, і Танос вбив Локі на очах у Тора. Танос використав Камінь сили, щоб знищити корабель Грандмастера і телепортувався на свій корабель за допомогою Каменя простору. Вартові Галактики відкликалися на викник Асґардійського корабля і натрапили на живого Тора, який здогадується, що Танос шукатиме Камінь реальності. Єнот Ракета і Ґрут супроводжують Тора в Нідавеллір, щоб отримати зброю, здатну вбити Танос. Вони зустрічають гнома Ейтрі в покинутому Нідавеллірі. Вони створюють Штормбрейкер, сокиру, що дарує Тору силу Біфреста. Танос вторгається в Ваканду, його армія Аутрайдерів практично вторглась в місто, але Тор, Ракета і Ґрут встигли прибути на Землю через Біфрест і допомогти знищити армію. Танос витягує останній Камінь розуму з лоба Віжна. Хоч Тор його важко поранив, він все одно клацає Рукавицею нескінченності та телепортується, залишаючи Тора в Ваканді, коли половина живих створінь у Всесвіті розпалася.
- «Месники: Завершення»

Кріс Гемсворт повторив роль Тора у фінальному фільмі третьої фази Кіновсесвіту Marvel.

### Мультсеріали
- Тор головний персонаж в мультсеріалі «Могутній Тор» 1966 року.
- Тор епізодично з'являється в мультсеріалі «Людина Павук» 1980-х.
- В мультсеріалі «Людина-павук і його дивовижні друзі» Тор з'являється в епізоді «Помста Локі».
- Актор Джон Ріс-Девіс озвучив Тора в мультсеріалах «Фантастична четвірка» і «Неймовірний Галк».
- Тор з'являється в епізоді «Темний Фенікс» мультсеріалу «Люди Ікс» 1992 року.
- Тор з'являється в заставці мультсеріалу «Месники: єднаймось!».
- Тор постійний герой в мультсеріалі «Загін супергероїв».
- Тор один з головних героїв мультсеріалів «Месники: Могутні герої Землі» і «Месники: єднаймось!».
- Тор епізодично з'являється в мультсеріалах «Досконала Людина-Павук» та «Галк і агенти С.М.Е.Ш.».
- Тор з'являється в мультсеріалі «Фінеас і Ферб» в серії «Місія Марвел».
- Тор разом з Локі з'являється в мультсеріалі «Лего Марвел Супергерої: Максимальне перезавантаження».
- Тор один з головних героїв мультсеріалу «Месники: Дискові війни».

### Мультфільми
- Тор з'явився в декількох анімаційних фільмах, а саме: «Нові Месники», «Нові Месники 2», «Нові Месники: Герої завтрашнього дня», «Галк проти Тора», «Тор: епос Асґарда» і 4-серійний анімований комікс «Тор і Локі: Кровні брати», який входить в цикл «Marvel Knights».
- В аніме «Секретні матеріали Месників: Чорна вдова і Каратель».

### Відеоігри
- «Marvel Heroes»
- «Marvel vs. Capcom: Clash of Super Heroes»
- «Marvel: Ultimate Alliance»
- «Marvel: Ultimate Alliance 2»
- «Marvel vs. Capcom 3: Fate of Two Worlds»
- «Thor: God of Thunder»
- «Thor: Son of Asgard»
- «Marvel: Avengers Alliance»[en]
- «Marvel Heroes»
- «Disney Infinity: Marvel Super Heroes»[en]
- «LEGO Marvel Superheroes»
- «LEGO Marvel's Avengers»

## Критика та відгуки
У травні 2011 року Тор посів 14 місце у списку «Сто найкращих персонажів коміксів усіх часів» за версією IGN.